# 요소류

수용성 비타민 B 복합체인 비오틴은 이고리요소(bicyclic urea)이다.

요소류(尿素類, 영어: ureas)는 화학에서 화학식이 (R2N)2CO인 유기 화합물의 한 부류이며, 여기서 R은 수소 원자(H), 알킬기, 아릴기 등이다. 따라서 요소는 특정 화합물인 요소((H2N)2CO)를 설명하는 것 외에도 실용적, 이론적 관심을 끄는 많은 화합물과 물질에서 발견되는 작용기의 이름이다. 일반적으로 요소류는 무색의 결정질 고체이며, 수소 결합이 적기 때문에 요소 자체의 녹는점보다 낮은 녹는점을 보인다.

## 같이 보기
- 요소